# 1878 في اليونان
فيما يلي قوائم الأحداث التي وقعت خلال عام 1878 في اليونان.

## سياسة

### تعيين في المنصب
- 21 أكتوبر – خاريلاوس تريكوبيس رئيس وزراء اليونان.

### انتهاء فترة المنصب
- 26 أكتوبر – خاريلاوس تريكوبيس رئيس وزراء اليونان.

## مواليد

### يناير
- 11 يناير – ثيودوروس بانغالوس

## وفيات

### يوليو
- 26 يوليو – مصطفى خزندار (مواليد 1817) سياسي تونسي.